# 小叶楠
小叶楠（学名：Phoebe microphylla），为樟科楠属下的一个植物种。其种加词microphylla，意为“小叶的”。